# Linke Loetje

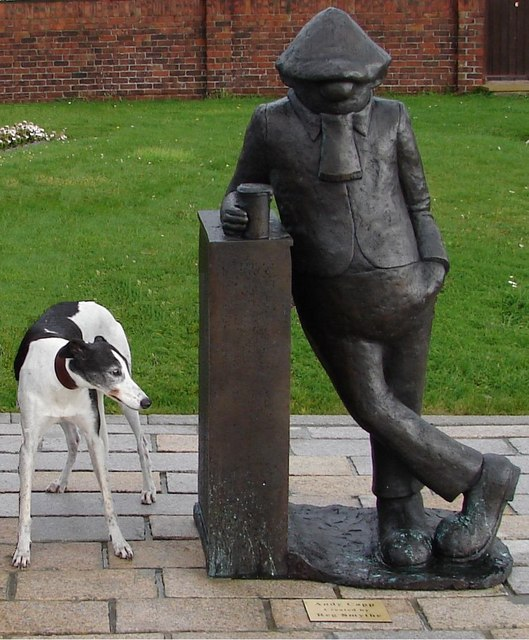
Beeld van Andy Capp in Hartlepool.

Linke Loetje (oorspronkelijk: Andy Capp) is een Britse humoristische strip, getekend en geschreven door Reg Smythe. Deze strip begon op 5 augustus 1957 in de New Northern, een regionale editie van de Daily Mirror. De strip kende succes en verscheen vanaf april 1958 nationaal in de Daily Mirror. Vanaf 1960 verscheen er ook zondagse plaat in de Sunday Pictorial.

## Inhoud
Linke Loetje is een werkloze nietsnut die gek is op drank en vrouwen. Hij draagt een overmaatse, geruite pet; vandaar zijn Engelse naam. Hij maakt voortdurend ruzie met zijn vrouw Doortje (Flo). Het koppel wordt constant lastiggevallen door deurwaarders en schuldeisers. De strip is karikaturaal getekend met weinig decors. Als decor dienen de woonkamer van Linke Loetje, zijn lokale pub of het voetbalveld. 
De personages zijn gebaseerd op het typisch Noord-Engelse arbeidersmilieu waaruit Smythe afkomstig was.

## Verspreiding
Andy Capp kende wereldwijd succes, zelfs in de Verenigde Staten, en verscheen in meer dan dertig landen. Andy Capp heette in Nederland Linke Loetje, in Frankrijk André Chapeau, in Duitsland Willi Wakker, in Zweden Tuffa Viktor en in Italië Angelo Capello. Op zijn hoogtepunt bedroeg zijn lezerspubliek 250 miljoen.
In Nederland publiceerde de Volkskrant de strip dagelijks van 1968 tot 1988.